# 松田隆智
松田 隆智（まつだ りゅうち、1938年6月6日 - 2013年7月24日）は、愛知県岡崎市出身の中国武術研究家。本名は松田 鉦（まつだ まさし）。「隆智」は真言宗東寺派僧侶としての法名。
台湾武壇（武壇国術推広中心）の著名武術家蘇昱彰に拝師し（内弟子となること）、後に中国本土で通備門の馬賢達に拝師した。自身の武術遍歴をもとにした自伝『謎の拳法を求めて』を著し、それが後年、中国武術漫画『拳児』の原作となり大ヒットした。また、合気や発勁などの古来秘伝であった技を、すべての人にわかりやすく伝えた功績も大きい。
武道雑誌の『月刊秘伝』などに主筆格で登場していた。

## 経歴
剛柔流の山口剛玄や大山倍達へ武者修行に赴き、岡崎北高校３年生（18歳）の時には全日本空手道剛柔会所属として、雑誌『月刊 空手道』 第1巻第4号（昭和31年10月1日発行、編集発行人 金城裕/空手時報社）の「座談会 十代の意見」に空手道場に所属する他の高校生6名と座談会形式で意見交換をしている記事が掲載されている。またその前年の昭和30年4月17日には錬武舘にて『新しい空手基本練習法』（昭和29年8月21日発行、金城裕/著）を購入しており、文中に松田自身が万年筆でかなりの注釈訂正修正を加筆していることから錬武舘にも稽古に行き、編集発行人の金城裕より翌年、『月刊 空手道』の高校生座談会への出席を勧められている。極真会館の前身であった大山道場にも在籍（67年4月15日、三段を授与される）。
示現流剣術、新陰流剣術、大東流合気柔術、八光流柔術（皆伝師範）、浅山一伝流坂井派、佐藤金兵衛などの武道遍歴を重ねた後、1969年、全日本空手道連盟主催の第1回全日本大会での演武のために来日した洪懿祥から、形意拳の手ほどきを受ける。翌年、台湾に渡って修行を積み、師の蘇昱彰の紹介で劉雲樵と出会い、李書文伝八極拳を学ぶ。さらに4年間をかけて、劉雲樵が伝えた燕青拳や宮宝田伝八卦掌などを学び、劉雲樵の弟子であった徐紀より杜毓澤伝陳家太極拳を学んだ。この頃、佐川道場では三元講習を許されている。
1971年、真言宗宝善院で百日加行を行い僧籍を得る。1972年『中国武術─少林拳と太極拳─』『丈夫な体をつくる東洋の秘法』を刊行。これ以降、中国武術の書籍を次々と刊行する。1974年、八王子の日本空手道謙交塾（岡野友三郎主宰）の道場内にて「中国武学研究会」を発足し、初めて正式に中国武術（主に陳家太極拳）を指導する。同年、小学館の『週刊少年サンデー』にて「男組」が連載開始となり、同作の武術描写の監修を担った。
40歳を過ぎると、盛んに中国大陸を訪問し、メディア露出が大幅に増えた。1983年、日本武道館開館20周年記念として企画された「日中親善武道演武交流大会」の実行委員を務め、馬賢達、何福生、陳立清などの名家を招聘することに多大な貢献をした。1987年『週刊少年サンデー』で自身が原作を務める「拳児」が連載開始となり、中国武術の魅力を広く一般へと啓蒙する。
2013年7月24日7時39分、急性心筋梗塞のため死去。享年75。法名は崇西隆智信士。

## 武術の修行者、紹介者として
中国伝来の体技といえば武道としての少林寺拳法あるいは健康法としての太極拳程度の認識が一般的だった時代の日本に、陳家太極拳、蟷螂拳、八極拳などの中国武術を自著を通じて紹介した。当時、「太極拳は武術から生まれた健康法である」とする認識が一般的であったが、松田の著書によって種々の太極拳のルーツの一つである陳家太極拳が健康法ではなく、武術として台湾において伝承されていることが、一般に紹介された。当時は日中国交正常化前であり、中国大陸における武術の情報は皆無に等しく、松田による台湾からの情報が主なものと言えた。
松田は中国武術の紹介にあたり、日本の現代武道との相違点として、中国では、師から素質と修練を認められ、選ばれた者が初めて本質が学べるという点をあげ、そのための拝師制度（中国武術の内弟子制度）とその儀式の存在を紹介した。さらに、特に日本空手道との相違点として、中国拳法における発勁法（発力法）や点穴法の存在を日本で初めて論じた。
日本人への中国武術の本格的な教授については、松田が自著で述べているように松田に台湾の武術家を紹介したことで知られる佐藤金兵衛や、その他の在日・来日の中国武術家たちによる指導貢献が大であるが、松田は自らの道場を持つことなく、「武術家は自己の組織の営業、組織的発展は関心を持たず、修行に励む」との立場を取った。また松田は日中の古武術遍歴から、近代の日本武道が試合競技により次第にその本質が失われることに警鐘を鳴らし、日本にも独自の発展を遂げた、いわゆる腕力に頼らない古武術があることを一般に紹介した。
松田が自著により紹介した、少林拳という中国語名詞が一般に浸透したことが、「少林寺拳法」がまぎれもない日本語名詞であり、日本の武道であるという立場を明確にしたとの見方がある。しかし、少林寺拳法は中国拳法そのままではなく、多様な武術に新しい工夫を加味して体系づけたものであることは少林寺拳法の書籍で以前から公表されている。
松田以前は中国拳法という言葉も一般的でなく、空手と混同されることもあった。ブルース・リーについても「よくわからないが凄いアクションスターの出現」、よくて「中国空手の達人」という紹介であったが、松田が映画雑誌にブルース・リーが正統な詠春拳門人（葉問派）であること、リーが寸勁を1インチパンチとして空手大会で実演したことなどを紹介した。
また松田の対談集『魂の芸術』では、他流の武術家のみならずミュージシャン、宗教学者、小説家とも対談しており、武術をいかにして「殺しのテクニックから道というものにまで高めるか」という意味においてその真摯な姿勢がうかがえる。
松田の一連の著作発表を契機として同じ頃競うように佐藤金兵衛、笠尾恭二らも相次いで著作を発表し次第に日本国内において「中国拳法」という言葉が定着していった。これらの著作に影響を受け、台湾さらに日中国交回復後の中国大陸で学んだ者たちにより大衆化が進んでいった。この点で松田はまさにパイオニアと言ってよいだろう。　　
武道には競技としての試合を行う近代武道と競技としての試合を行わない古武術、古流がある。後者にはその理由として「武術は危険な技術であり、競技としての試合はできない」という主張があり、松田の立場も古流の立場と同じものである。
松田は初期の著作『謎の拳法を求めて』等において、日本の空手道には素手による実戦の記録が少ないために、もはや有名無実となっていた「一撃必殺」という言葉を文字通り体現できた人物として八極拳の李書文、形意拳の郭雲深などを知りえた感動を素直に著した。ここでいう「実戦」とは、レフェリーとルールのあるフルコンタクト試合という意味ではなく、レフェリーもルールも無い決闘と言う意味である。しかし、松田の初期の著作を読まず、後の「マンガの原作者としての松田」しか知らずに後から大陸系の師匠から中国拳法を習った人々などから「松田が漫画『拳児』によって意図的に『李書文の最強神話』を構築した」と見做されることがあった。しかし本来ならば、「同門の達人、英雄」を発掘し「同門のみならず、中国武術の名誉を高め、一般に紹介した人物」として評価されるべきであろう。
松田の著書『図説中国武術史』において、李書文の弟子であると紹介された馬鳳図、韓化臣、張玉衛などの歴史的な達人たちは、いずれも李書文の弟子ではない。また同書では八極拳の正統は李書文にあるとされ、後年、松田が積極的な交流を持つ八極拳の宗家である呉氏開門八極拳については全く記述されていないが、これは『図説中国武術史』の初版が1976年であり松田が大陸の武術家との本格的交流を行う以前であるためである（1998年版でも訂正されていないが、これは小説などの復刻版と同じく原典を修正しないという慣例のためであろう）。しかし、松田の『図説中国武術史』を北京の図書館で読んだことから、馬賢達が松田に連絡を取り交流が始まったことの意義は大きく「まさに一冊の書物から日中友好の輪が広がった」と言え、松田は日中文化交流の隠れた立役者とも言えるだろう。
1985年（昭和60年）、第8回日本古武道演武大会として開催された日中親善武道演武交流大会で演武を行う中国武術家は松田が選んだという。
大山道場から極真会館にかけて知己のあった師範代を務めていた黒崎健時は「恐ろしく調べると言う事が好きな人であるが武道家ではない」と論じた。

## 日本古武道との関係
松田と言えば中国拳法の紹介者のイメージが強いが、もうひとつ日本の古武道の紹介者としての功績も大である。元来、柔道や剣道、空手は学校のクラブや地元の道場、警察署等で比較的簡単に学べるが、古武道は個人的、地域的な縁故がなければその存在すら知り得ないことも多い。松田は自らの新陰流剣術、示現流剣術、大東流合気柔術などの修行体験や日本各地の古流の道場を訪ねた経験をもとに『秘伝・日本柔術』『謎の拳法を求めて』を著し日本の古武道の存在を知らしめた功績は大であり「日本には独自の発展を遂げた優れた武術がある」との考えで、スポーツ化、競技化していく武道に疑問を持ち「日本の武道を原点回帰」させようとした人々にも勇気を与えたと言えよう。
また、自分の弟子を浅山一伝流体術の坂井英二に入門させるなど、古流の保存にも努めている。

## メディア、映像資料など
- 1974年ブルース・リーブームの真只中フジテレビの3時のあなたに出演した時に「松田智隆（ちりゅう）さんです」と紹介され「隆智（りゅうち）です」と促したが「智隆さん…」「隆智です」と噛み合わない中で始まった。
- 子供向けテレビ番組「ひらけ!ポンキッキ」で昭和50年代初頭、「功夫淑女(カンフーレディー)」の映像に出演、陳家太極拳の套路・老架、忽雷架、螳螂拳の套路・力劈拳、同じく崩歩拳など、当時は非常に貴重であった套路を日本で初めて一般に映像公開した[1]。
- 武田鉄矢が主演した映画「刑事物語」シリーズ（1982年 - 1987年）で武田扮する片山刑事が蟷螂拳を用いたアクションを披露しているが、これは松田の演技指導によるものである。なお、劇中、木製のハンガーをヌンチャクとして用いているが、これは武田が自ら考案し身に付けたもの。
- 1987年（昭和62年）、格闘技のフォーム等の研究で知られる中部大学助教授（当時）吉福康郎の研究に協力した[1]。吉福は松田の寸勁を測定し、発勁の力学的な特性の一端を解明した。
- 松田は漫画『男組』に協力した後、漫画『拳児』を原作した[1]。『男組』の作画・池上遼一と『拳児』の作画・藤原芳秀は師弟関係にあり、藤原は池上のアシスタントをしていた。
- 『DYNAMITE KUNG-FU 戦士の詩』（VHS、福昌堂）

## 主な著作
- 『図説中国武術史』 初版は新人物往来社。のちの復刻版は壮神社
- 『秘伝 日本柔術』 新人物往来社
- 『中国武術』 新人物往来社
- 『丈夫な体をつくる東洋の秘法』 佼成出版社
- 『タフな体をつくる中国の秘術』 佼成出版社
- 『少林拳入門』 産報出版
- 『太極拳入門』 産報出版
- 『中国拳法 形意拳入門』 日東書院
- 『秘伝 陳家太極拳入門 老架式』 新星出版社
- 『謎の拳法を求めて』 東京新聞出版局
- 『松田隆智の拳遊記』『松田隆智の続拳遊記』 BABジャパン
- 『写真でわかる実戦中国拳法』 新星出版社
- 『魂の芸術』（対談集） 福昌堂
- 『拳児』（漫画） 画・藤原芳秀、週刊少年サンデー、小学館
- 『写真で見る 中国拳法入門』 新星出版社
- 『神秘の拳法 八卦掌入門』 日東書院
- 『実戦中国拳法 秘門蟷螂拳入門』 日東書院
- 『写真で覚える教門長拳 中国武術入門』 土屋書店
- 『少林拳術羅漢拳 基本から戦闘技術まで』 土屋書店
- 『連続写真でみる 中国北派拳法入門―功力拳・孫〓拳・力劈拳の型と用法を紹介』 新星出版社
- 『中国伝統開門八極拳―通備門の全容』 福昌堂 野上小達と共著。